# Kulipari: L'esercito delle rane
Kulipari: L'esercito delle rane è una serie televisiva Animazione flash di Splash Entertainment uscita nel settembre 2016 come serie originale Netflix, prodotta da Clarise Cameron e Patrick Inness. La serie è basata sulla serie di romanzi di Trevor Pryce An Army of Frogs. Kulipari: Heritage, una miniserie di fumetti di quattro numeri, è stata pubblicata da agosto a novembre del 2016. Una seconda stagione è uscita il 2018. Due film compilation, Kulipari: An Army of Frogs e Kulipari: Mercenaries, sono stati distribuiti su Amazon, Google Play e iTunes tra il 2017 e il 2018.

## Trama
Per molti anni gli abitanti di Anfibilandia - un villaggio di rane - hanno vissuto in sicurezza, protetti da un velo magico e da un gruppo elitario di rane velenose chiamati Kulipari. Improvvisamente la loro patria viene minacciata da un vecchio nemico rappresentato dall'esercito degli scorpioni guidati da Lord Marmoo, il quale ha stretto un'alleanza con la Regina dei Ragni Jarrah. Darel è una giovane rana che ha sempre sognato di unirsi ai Kulipari, nonostante non possieda il veleno, e si ritroverà in prima linea nella battaglia per difendere la sua gente. Con l'aiuto dei suoi amici, Darel deve superare le sue ansie per abbracciare il suo sogno di diventare un guerriero Kulipari e salvare tutte le rane dall'estinzione.

## Personaggi
- Darel (doppiato da Josh Keaton in originale e Davide Albano in italiano): il protagonista, figlio di Apari e Acala. Darel è una semplice rana di bosco che sogna di diventare un guerriero Kulipari come suo padre, nonostante non sia nato con il potere del veleno. Porta con sé un pugnale appartenuto a suo padre. Altruista e determinato si farà carico nel guidare la sua gente contro l'esercito degli scorpioni, per poi far emigrare le rane di Anfibilandia e altri popoli verso una nuova terra. Alla fine della prima stagione sviluppa dei sentimenti per la Kulipari Quoba.
- Gee (doppiato da Mikey Kelley in originale e Andrea Oldani in italiano): una rana grassa, ghiotta e goffa nonché migliore amico di Darel. In una parte della storia viene rapito dagli scorpioni costringendo Darel a inoltrarsi nel deserto per salvarlo. Successivamente Gee accompagna Darel fino a quando incontrano i Kulipari e li riportano ad Anfibilandia.
- Coorah (doppiata da Lacey Chabert in originale e Gea Riva in italiano): un'amica di Darel specializzata in medicina grazie agli insegnamenti appresi dalla nonna, in seguito si innamora di Arabanoo.
- Arabanoo (doppiato da Phil Lamarr in originale e Jacopo Calatroni in italiano): una raganella il quale pensa come molti che Darel non diventerà mai un Kulipari, ma in seguito, vedendone il coraggio quando combatterà contro alcuni scorpioni, ne diventa amico, organizzando le difese insieme agli abitanti di Anfibilandia; in seguito si fidanza con Coorah. Muore nell'episodio 12 per mano di Lord Marmoo.
- Acala (doppiata da Amy Margolis  in originale e Paola Della Pasqua in italiano): la madre di Darel e anche di Tharta, Thuma & Tipi, che possiede un negozio nel villaggio di Anfibilandia. Inizialmente preoccupata dal desiderio di Darel nel voler diventare un Kulipari alla fine lo supporterà nei momenti difficili e contribuirà a difendere Anfibilandia.
- Tharta, Thuma e Tipi (doppiati da Kevin Michael Richardson, Laraine Newman e Amy Margolis in originale e Lorella De Luca, Sabrina Bonfitto e Valentina Pallavicino in italiano): i tre fratellini di Darel che, a differenza sua, hanno ereditato i poteri da Kulipari dal padre, i quali li rendono già in tenera età molto forti.
- Venditore di insetti (doppiato da ? in originale e Pino Pirovano in italiano): una rana di Anfibilandia che vende diversi tipi di insetti dalla sua bancarella, in seguito parteciperà attivamente durante la guerra.
- Venditrice di Dolci (doppiata da ? in originale e Lorella De Luca in italiano): una rana di Anfibilandia che possiede un carretto da cui vende i dolci, in seguito parteciperà attivamente durante la guerra facendo coppia con il venditore di sidro.
- Venditore di sidro (doppiato da ? in originale e Stefano Albertini in italiano): una rana di Anfibilandia che vende sidro, dal carattere burbero ma in fondo di buon cuore, in seguito parteciperà attivamente durante la guerra grazie a dei cannoni spara acqua posti sulle mura.
- Papà di Coorah (doppiato da Charlie Adler in originale e Marco Balzarotti in italiano): il padre di Coorah che come lei è specializzato in medicina ma che non approva che frequenti Darel per tenerla lontano dal pericolo che rappresentano gli scorpioni. Quando però Anfibilandia sarà sotto assedio deciderà di scendere in campo per aiutare i feriti insieme alla figlia.
- Capo Olba (doppiata da Rolonda Watts in originale e Rosalba Bongiovanni in italiano): capo della comunità di Anfibilandia e vecchia fiamma di Jir. Nell’episodio 11 riesce a ferire Lord Marmoo con una bomba acida riuscendo a sfregiarlo in volto, finendo però per essere punta dal suo pungiglione.
- Vecchio Jir (doppiato da Mark Hamill in originale e Mario Scarabelli in italiano): un anziano guerriero Kulipari che combatté insieme ad Apari durante la Guerra del nascondiglio contro gli scorpioni, al termine della quale decise di vivere da eremita vicino al villaggio. Darel si allena con lui e in questo modo ottiene maggior apprendimento sulla battaglia. Viene punto dagli scorpioni durante il primo assedio, ma il Re Tartaruga lo guarisce prima di morire.
- Lord Marmoo (doppiato da Keith David in originale e Claudio Moneta in italiano): il principale antagonista della serie, Marmoo è uno scorpione spietato che sogna di distruggere Anfibilandia in modo da donare agli scorpioni una nuova terra fertile, e per farlo ha messo insieme un enorme esercito. È disposto a sacrificare tutto e tutti per raggiungere il suo obiettivo, ma odia essere il burattino della Regina dei Ragni. Nell'episodio 9, Darel usa la daga di suo padre per ferire mortalmente Marmoo, il quale verrà salvato da Jarrah che gli causerà un'ulteriore muta aumentandone le dimensioni e la forza, e in seguito rendendo la sua armatura impenetrabile. Tuttavia, questo rende Marmoo ancora più crudele di quanto non fosse prima e uccide Jarrah dopo che rimane indebolita. Durante l'assalto al villaggio degli ornitorinchi viene gravemente sfregiato sul lato sinistro del volto da Capo Olba. Alla fine, grazie ai suoi nuovi poteri, Marmoo sconfigge tutti i Kulipari, esiliando tutte le rane da Anfibilandia. Viene tuttavia risucchiato dalle acque causato da Darel quando generà una nuova casa per i profughi, ma dati i suoi poteri rigenerativi non è chiaro se sia sopravvissuto o meno.
- Pigo (doppiato da Charlie Adler in originale e Marco Pagani in italiano): il fratello minore di Marmoo e suo braccio destro. Estremamente leale nei confronti di suo fratello, Pigo si dimostra anche un eccellente comandante. Tuttavia, dopo che Jarrah fa diventare Marmoo un mostruoso mutante e durante il secondo assedio finisce per essere menomato alla coda da Burnu, decide di abbandonarlo insieme ad altri scorpioni feriti e si unisce a Darel.
- Jarrah (doppiata da Wendie Malick in originale e Cristina Giolitti in italiano): Jarrah è la Regina dei Ragni, una potente maga ed ex apprendista del Re Tartaruga Sergu, in grado di utilizzare la magia notturna di cui è la creatrice. Stringe una difficile collaborazione con Lord Marmoo e il suo esercito di scorpioni per abbattere il velo e conquistare Anfibilandia in modo da attirare il Re Tartaruga e ucciderlo. Riesce a salvare Marmoo dopo che era stato ferito mortalmente da Darel, rendendolo più grosso e forte ma non indurendogli l'armatura cercando di sfruttarlo per i propri fini. Quando però si scontrerà con Yabber, l'allievo di Sergu, ne uscirà sconfitta e presa dalla disperazione rafforzerà Marmoo, il quale immediatamente la tradisce e la uccide.
- Burnu (doppiato da Jess Harnell in originale e Lorenzo Scattorin in italiano): il capo dei quattro Kulipari rimanenti. Ha una forte leadership, ma è arrogante e testardo, non prendendo in considerazione Darel perché non è Kulipari. Tuttavia con il passare del tempo imparerà a rispettarlo.
- Dingo (doppiata da Candi Milo in originale e Cinzia Massironi in italiano): è l'arciere della squadra e spesso non è d'accordo con le decisioni di leadership di Burnu. Ha l'abitudine di fare spesso delle battute.
- Ponto (doppiato da Mark Hamill (episodio 8-9) e Kevin Michael Richardson in originale e Pietro Ubaldi in italiano): è il membro più alto e forte della squadra ed è anche un guaritore esperto.
- Quoba (doppiata da Amy Margolis in originale e Beatrice Caggiula in italiano): l'esploratrice della squadra, in grado di diventare invisibile e teletrasportarsi. Durante la serie si avvicina molto intimamente a Darel in quanto apprezza le sue capacità di guida e pianificazione. Alla fine della prima stagione sacrifica il suo veleno per permettere a Darel di far arrivare l'acqua nella loro nuova casa diventando una rana normale, continua ancora i suoi sentimenti d'amore a Darel.
- Killara (doppiato da Phil Lamarr in originale e Gianluca Iacono in italiano): il capo delle lucertole mercenarie che viene assoldato da Marmoo. È interessato solo al denaro, e anche se vi collabora non gli piacciono molto gli scorpioni. Nonostante si dimostri feroce in battaglia ha un certo senso dell'onore, arrivando a simpatizzare e rispettare Darel, che si è infiltrato nelle sue truppe come una recluta. Dopo che il suo contratto con Marmoo termina, consegna Darel allo scorpione per poi liberarlo subito dandogli il suo pugnale in modo da poter assassinare Marmoo. Come viene rivelato più tardi, Darel lo ha pagato con una perla creata in precedenza dal Re Tartaruga, facendo appello al suo "senso di giustizia" da mercenario.
- Nogo (doppiato da Kevin Michael Richardson in originale e Silvio Pandolfi in italiano): una grande e forte lucertola mercenaria agli ordini di Killara.
- Skink (doppiata da Cree Summer in originale e Alessandro Lussiana in italiano): una lucertola mercenaria femminile (nel doppiaggio italiano diventa un maschio), lei e Darel hanno un rapporto di rivalità dato che è una testa calda e facilmente irritabile, specialmente quando Darel la definisce un serpente a causa della sua lunga coda.
- Sergu (doppiato da Jess Harnell in originale e Antonio Paiola in italiano): una vecchia e saggia tartaruga e praticante della magia dei sogni. Ha sollevato il Velo molto tempo fa per proteggere Anfibilandia. Quando Jarrah spezza il Velo arriva per aiutare le rane ma viene punto da Marmoo e muore, non prima di aver salvato il suo vecchio amico Jir.
- Yabber (doppiato da Jess Harnell in originale e Diego Sabre in italiano): una giovane tartaruga che sta ancora imparando a praticare la magia dei sogni, e a differenza delle altre tartarughe è loquace. Dopo la morte del Re Tartaruga, Yabber trova la forza di usare la magia dei sogni e teletrasportare gli scorpioni al di fuori del Velo. Diventa quindi il successore del suo maestro aiutando le rane nella loro missione.
- Lady Fahlga (doppiata da Candi Milo in originale e Francesca Bielli in italiano): una ragno novizia della magia notturna e allieva di Jarrah, diventa il nuovo leader dei ragni dopo la morte della sua signora. È costretta ad aiutare Marmoo ma lo odia per aver decimato la sua gente. Quando Marmoo viene apparentemente ucciso coglie l'occasione per abbandonarlo.
- Pippi (doppiata da Kath Soucie in originale e Martina Felli in italiano): una piccola ornitorinca che studia presso l'astronoma del suo villaggio in modo da succederla.
- Astronoma (doppiata da Candi Milo in originale e Caterina Rochira in italiano): astronoma del villaggio degli ornitorinchi in grado di comunicare con il Serpente arcobaleno.
- Serpente arcobaleno (doppiata da Kath Soucie in originale e Stefania Patruno in italiano): uno spirito dell'acqua che simboleggia la vita. Tramite le sue visioni Darel troverà il posto in cui le rane e gli altri popoli potranno stabilirsi.

## Episodi
| Stagione         | Episodi | Prima TV originale |
| ---------------- | ------- | ------------------ |
| Prima stagione   | 13      | 2016               |
| Seconda stagione | 10      | 2018               |